# Evans County
Evans County is een county in de Amerikaanse staat Georgia.
De county heeft een landoppervlakte van 479 km² en telt 10.495 inwoners (volkstelling 2000). De hoofdplaats is Claxton.